# Dreifelderwirtschaft

Idealtypische Darstellung der Dreifelderwirtschaft (in der Realität lagen die Fluren mit den verschiedenen Fruchtfolgen sowie die Brache kaum je kompakt beieinander)

Die Dreifelderwirtschaft war eine seit dem Mittelalter um etwa 1100 n. Chr. in Europa weit verbreitete Bewirtschaftungsform in der Landwirtschaft. Die Römer kannten schon die Zweifelderwirtschaft („Landwechsel“) und wandten diese auch nördlich der Alpen an. Im Hochmittelalter wurde dann, ausgehend von karolingischen Klöstern, nach der Einführung der neuen Gerätschaften des 11. Jahrhunderts flächendeckend das Dreifeldsystem eingeführt. Durch diese Neuerungen wurde in Europa die Grundlage für ein starkes Bevölkerungswachstum geschaffen, das erst durch die Pestwelle in der Mitte des 14. Jahrhunderts beendet wurde.

## Vorgehensweise
Die Dreifelderwirtschaft bildete sich vermutlich im Frühmittelalter in der Karolingerzeit (8./9. Jahrhundert) aus, und ab dem Hochmittelalter wurde häufig die Bewirtschaftung eines ganzen Dorfes nach dem System der Dreizelgenwirtschaft organisiert. Demnach wurde die gesamte Anbaufläche in drei Teile geteilt: Jeder dieser Teile lag innerhalb eines dreijährigen Zyklus ein Jahr lang brach, das heißt, er wurde nicht bearbeitet und natürlicher Aufwuchs auf dieser Brache als Weide genutzt. In der Regel wurde im Herbst gepflügt und auf der Winterflur ein Wintergetreide ausgesät. Das überdauerte den Winter und wurde im folgenden Spätsommer geerntet. Nach nochmaligem Pflügen und regelmäßiger Bodenbearbeitung bis zum Frühjahr (zur Unkrautbekämpfung) wurde auf der Sommer- oder Lenzenflur eine Sommerfrucht ausgesät, die wiederum im Spätsommer geerntet wurde. Bis zum nächsten Herbst wurde die Fläche sich selbst überlassen und begrünte sich von alleine.
Die Zeit der regelmäßigen Bearbeitung des Bodens durch Pflug oder Egge zwischen Winterkultur und Sommerfrüchten wird auch als „Schwarzbrache“ bezeichnet. Durch die Schwarzbrache wird das Unkraut zurückgedrängt, jedoch können durch die fehlende Bodendeckung über den Winter einige Nährstoffe, vor allem Stickstoff, ausgewaschen werden. Dadurch wurde der erzielbare Ertrag auf ein gewisses Maß beschränkt.

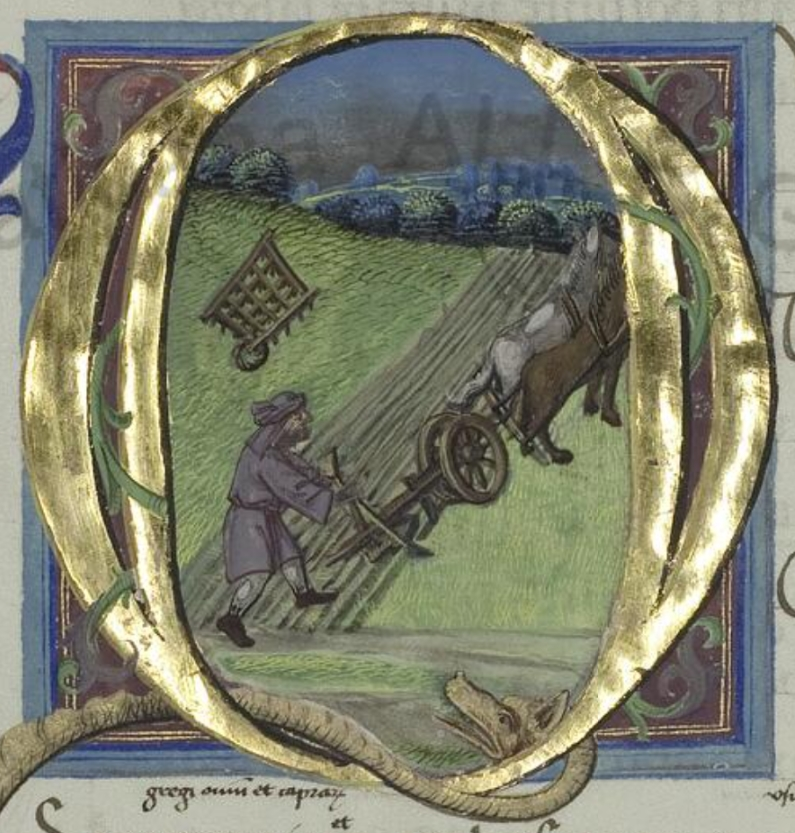
1632 Beetpflug Buchillustration der Georgica von Vergil

In Verbindung mit der Entwicklung des schweren Eisenpfluges wurden der Ernteertrag durch die Dreifelderwirtschaft gegenüber der Zweifelderwirtschaft deutlich erhöht. Anstatt der Hälfte lag jedes Jahr nur ein Drittel der Fläche brach. Zudem ermöglichte die Dreifelderwirtschaft eine Steigerung des Anbaus von Sommergetreide wie Hafer, durch den wiederum die Pferdehaltung erleichtert wurde. Mit Hilfe des neuerfundenen Kummets lösten Pferde im Hochmittelalter die Ochsen als Zugtiere ab, weil sie schwerere Pflüge ziehen konnten und schneller arbeiteten, wodurch die Ergiebigkeit in der Landwirtschaft erhöht wurde. Durch diese Neuerungen (Drei- statt Zweifelderwirtschaft, Pferd statt Ochse als Zugtier, eiserner Rad- statt hölzerner Hakenpflug) wurde der Ertrag deutlich gesteigert, wodurch die Bevölkerung stark anwuchs. Insgesamt stieg der gesellschaftliche Wohlstand; das Frühmittelalter ging in das Hochmittelalter über.

## Dreizelgenwirtschaft
Erfolgte die Dreifelderwirtschaft zunächst als Fruchtfolge individuell auf dem jeweils eigenen Besitz, so entwickelte sich im Hochmittelalter die sogenannte Dreizelgenwirtschaft (von Zelge) oder zelgengebundene Dreifelderwirtschaft, bei der die gesamte Ackerfläche einer Dorfgemeinschaft in drei Großfelder geteilt wurde, die im gleichen Rhythmus für alle Bauern bebaut wurden. Dadurch konnten Überfahrtsrechte und Zugangswege sowie Wendeflächen für den Pflug entfallen, das Land konnte besser genutzt werden. Generell waren daher für die Dreizelgenwirtschaft in Verbindung mit dem moderneren Beetpflug längere Felder geeigneter.

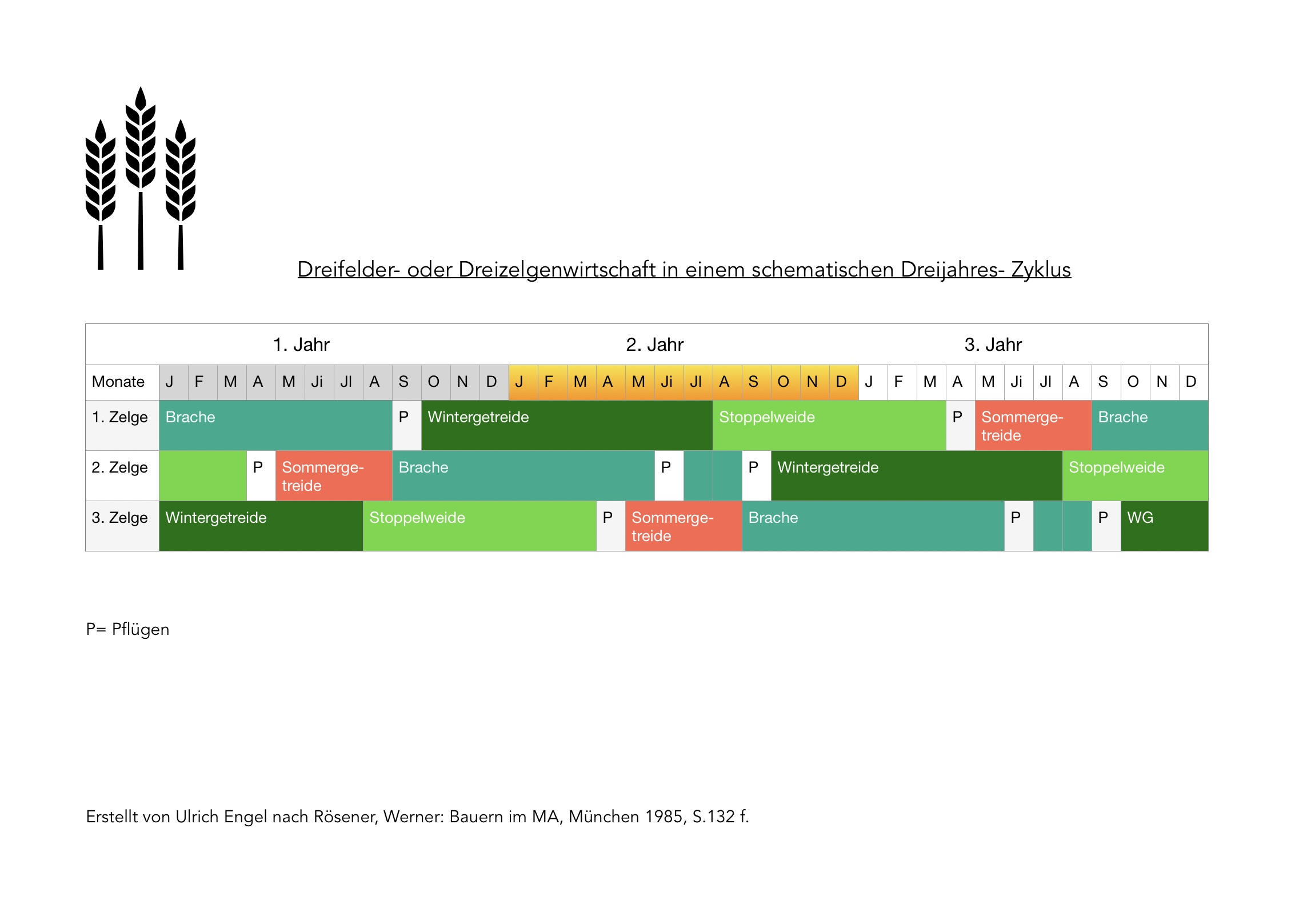
Dreijähriger Zyklus einer Dreifelderwirtschaft

Die Hinwendung zur Zelgenwirtschaft war auch durch das Erbrecht bedingt. Durch die Erbteilung waren die Parzellen immer kleiner geworden. In den besonders intensiv genutzten Gewannfluren waren viele Parzellen nicht mehr an Wege angebunden. Da es keine oder wenige Wirtschaftswege gab, mussten sich diejenigen, die die einzelnen Parzellen bestellten, in der Nutzungsfolge abstimmen. Jede Zelge bildete eine Bewirtschaftungseinheit aus etlichen Parzellen, innerhalb derer sich alle Besitzer nicht nur an die vereinbarte Anbaufrucht, sondern auch an gemeinsam festgelegte Saat-, Bearbeitungs- und Erntezeiten zu halten hatten. Diese als Flurzwang bezeichnete kollektive Bewirtschaftungsform wurde allerdings nicht nur in der Dreifelderwirtschaft praktiziert.

## Historische Leistung
Die Ausbreitung der Dreifelderwirtschaft seit dem Hochmittelalter in Verbindung mit der Ausweitung der Anbauflächen, der Getreidewirtschaft und der Verbesserung der Arbeitsmaterialien stellten eine Voraussetzung für den agrarwirtschaftlichen Aufschwung im 12. und 13. Jahrhundert dar, der wiederum erst die gesamtwirtschaftliche Aufwärtsentwicklung mit Bevölkerungswachstum und aufblühender Stadtwirtschaft ermöglichte.

## Weiterentwicklung
Nach der allgemeinen Verbreitung der Kartoffel in Europa im 18. Jahrhundert wurde die Brache durch eine Ackernutzung (vor allem Rotklee, Kartoffeln oder Rüben) ersetzt. Dieses System wird auch als verbesserte Dreifelderwirtschaft bezeichnet.
Mitte des 18. Jahrhunderts fügte man während der sogenannten Landwirtschaftlichen Revolution teilweise ein weiteres Anbaujahr mit Futterpflanzen zur Versorgung der Nutztiere in die Fruchtfolge ein (Vierfelderwirtschaft). Durch die Verkoppelung wurden im 18. und 19. Jahrhundert die Flurgemeinschaft,  die Dreifelderwirtschaft und die Allmende abgeschafft.